# John y Sarah Makin
John Makin (14 de febrero de 1845 - 15 de agosto de 1893) y Sarah Jane Makin (20 de diciembre de 1845 - 13 de septiembre de 1918) fueron un matrimonio de "agricultores de bebés" (baby farmers) australianos que fueron condenados en Nueva Gales del Sur por el asesinato del bebé Horace Murray. Ambos fueron juzgados, encontrados culpables en marzo de 1893 y condenados a muerte. John fue ahorcado el 15 de agosto de 1893, pero la sentencia de Sarah fue conmutada por la de cadena perpetua. El 29 de abril de 1911, Sarah salió bajo libertad condicional desde la cárcel correccional estatal para mujeres en Long Bay en respuesta a la petición de sus hijas.

## Historia
Sarah Jane Sutcliffe nació el 20 de diciembre de 1845, hija de Ellen Murphy y Emanuel Sutcliffe; su padre era molinero y exconvicto. El primer matrimonio de Sarah fue con un marinero llamado Charles Edwards el 29 de abril de 1865 en Sídney. Más tarde se casó con un carretero de una cervecería llamado John Makin en los suburbios de Dapto en Nueva Gales del Sur, el 27 de agosto de 1871. John era el hijo del granjero William Samuel Makin y su esposa Ellen Selena. John y Sarah tuvieron cinco hijos y cinco hijas. La pareja se dedicó a la práctica del cuidado de bebés ilegítimos a cambio de pagos –lo cual era bastante común en aquella época–, como una fuente de ingresos después de que John se lesionó en un accidente.

## Caso de Horace Murray
En 1892, Amber Murray, de 18 años de edad, puso un anuncio en el periódico The Sydney Morning Herald en busca de una madre para adoptar un niño. Murray fue incapaz de cuidar de su hijo ilegítimo Horace, nacido el 30 de mayo de ese mismo año, y se ofreció a cubrir los gastos de manutención del niño. Los Makin respondieron al anuncio diciendo que ellos estaban dispuestos a hacerse cargo de Horace por diez chelines por semana. La hija Blanche Makin aceptó un pago inicial de tres libras, y fue a recoger al niño. John Makin continuó cobrando los pagos de manutención del bebé a Amber Murray al tiempo que respondía sus peticiones para ver a Horace con excusas. Cuando Murray visitó una dirección cerca de Sídney que los Makin le habían proporcionado, la familia se había trasladado a Macdonaldtown, Nueva Gales del Sur, y no pudieron ser encontrados. Murray nunca vio a su bebé con vida de nuevo.

## El descubrimiento de los cuerpos
Los Makin llamaron la atención de la policía el 11 de octubre de 1892, cuando el trabajador James Hanoney estaba limpiando un drenaje subterráneo obstruido en el patio trasero de una casa en Burren Street, Macdonaldtown, y lo encontró bloqueado con los restos de dos bebés. Los investigadores examinaron los registros de los antiguos habitantes de la casa, y trazaron que los Makin se habían trasladado de nuevo a Chippendale. El matrimonio Makin y cuatro de sus hijas adolescentes fueron detenidos, aunque fueron acusados solo John y Sarah. La policía exhumó restos en los patios traseros de las once casas que los Makin habían ocupado desde 1890. Los cuerpos de doce bebés se recuperaron, aunque algunas fuentes dicen trece. Los fiscales creían que los Makin trataron de beneficiarse mediante la gestión de bebés para beneficiarse de los pagos del cuidado de los niños, descubriendo que era más fácil matar a los bebés y engañar a las madres para seguir recibiendo dinero. Una de sus últimas víctimas fue Horace Murray, cuya ropa fue identificada por su madre Amber.

## Juicio y condena
No se pudo identificar en los cuerpos de los bebés signos para establecer la causa de sus muertes. No se encontraron rastros de violencia o veneno. Pero por el caso de Horace Murray quien fue identificado por su madre Amber, se estableció que el bebé murió a los pocos días de haber sido entregado a los Makin.
Ambos fueron juzgados y encontrados culpables en marzo de 1893 y fueron condenados a muerte. Después de que dos apelaciones y una petición de indulto se le negó, John fue colgado en la horca el 15 de agosto de 1893 en la cárcel australiana Darlinghurst Gaol. La sentencia de Sarah fue conmutada por la de cadena perpetua con trabajos forzados en el correccional estatal para mujeres de Long Bay. El 29 de abril de 1911, tras haber permanecido 19 años en prisión, Sarah salió bajo libertad condicional en respuesta a la petición de sus hijas. Sarah Makin murió el 13 de septiembre de 1918 y sus restos fueron enterrados en el Rookwood Cemetery de la ciudad de Marrickville, Nueva Gales del Sur.

## En los medios
- La historia de Amber Murray y la familia Makin inspiró en 2008, la producción de teatro de Australia The Hatpin, que se estrenó en Sídney y en la ciudad de Nueva York. En 2009, fue nominada a tres Premios de Teatro de Sídney y ganó uno a la mejor actriz.[6]

- La historia de Makin fue televisada en la serie de televisión Las verdaderas mujeres asesinas (Deadly Women) de Discovery Channel, en el episodio 2 de la Temporada 3 (2009).[7]